# 河野素明
河野素明（かわの もとあき、1974年9月1日）は、関西学院大学ラグビー部元ゼネラルマネジャー(GM)。2022年11月より一般社団法人「神戸ファストジャイロ」(女子ラグビー)Manager就任。
2020年に小樋山監督を迎え、関西大学ラグビーでの常勝を目指し、チーム編成及び管理に力を注いできた。
兵庫県芦屋市生まれ。

## 略歴・人物
兵庫県立神戸高等学校卒業後、関西学院大学社会学部卒業、大阪ガスに勤務。2021年4月より早駒運輸株式会社にて管理職として勤務。
1990年神戸高校入学時にラグビーを始める。1992年に報徳学園とともに兵庫県代表として近畿大会（奈良県開催）に出場。先制トライを自身で決めるも、優勝候補の地元の天理高校に4対28で敗退（この大会までトライ4点）。1993年から関西学院大学ラグビー部でプレー。2年時にスタンドオフでレギュラー獲得。4年時は副将としてウィング、フルバックなどで活躍。Bリーグ昇格で卒業。大阪ガスラグビー部では所属の関西社会人Bリーグ（当時）で7年間プレー。引退後、主務等を務めた。
大阪ガスラグビー部主務退任後、関西学院大学ラグビーからオファー。2006年〜2009年まで、牟田至監督の元、BKコーチとして活動。51年ぶりに関西大学Aリーグで優勝。翌2009年は全勝で連覇。大学選手権ベスト8で、吉田義人監督率いる明治大学に敗れ勇退。2016年から、メンター、監督補佐として、牟田至監督の第2次監督時代を支える。
母校である神戸高校ラグビー部OB会組織『青陵ラガークラブ』において、『強化プロジェクト委員副委員長』任務。